# Aéroport international Modibo-Keïta
L'aéroport international Modibo-Keïta (anciennement aéroport international de Bamako-Sénou jusqu'en décembre 2015, puis renommé en hommage à l'ancien président Modibo Keïta) est le principal aéroport du Mali. Il est situé à environ 15 km au sud du centre-ville de Bamako, à l'intérieur des limites du district de Bamako. Il a été ouvert au trafic en 1974. Il est géré par aéroports du Mali (ADM). Cependant, plusieurs investisseurs étrangers bénéficient des profits de l'aéroport.

## Situation
| \| 40 km1:9 529 000 \| Bamako Gao Kayes Kidal Mopti Sikasso Tessalit Tombouctou |
| 40 km1:9 529 000                                                                |

## Infrastructures

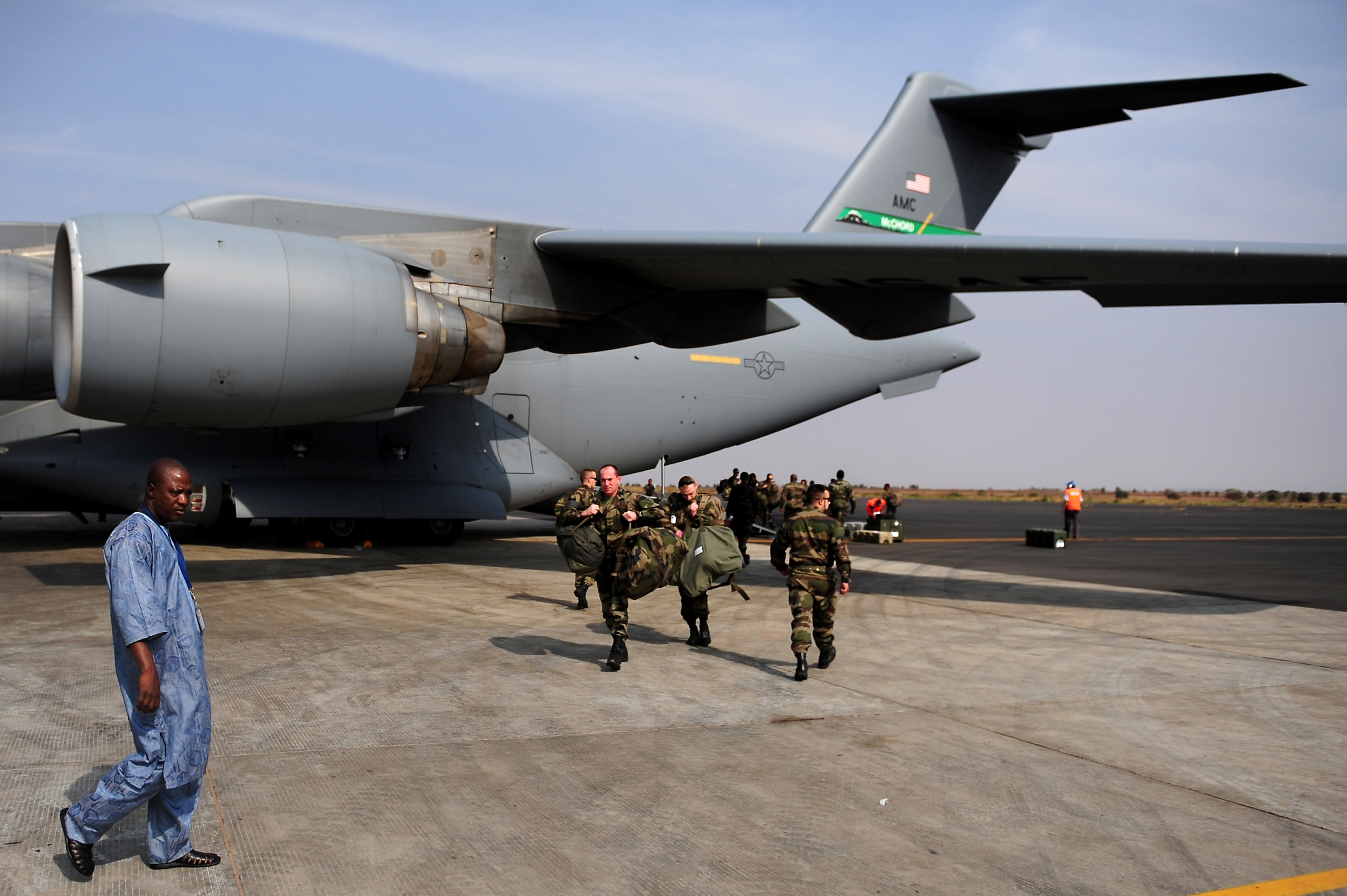
Débarquement de soldats français à l'aéroport international de Bamako-Sénou depuis un C-17 américain le 23 janvier 2013.

Construit en 1974 pour accueillir 250 000 passagers, l’aéroport  accueille en 2007 près de 600 000 passagers. Un projet de réhabilitation, d’aménagement et d’agrandissement a reçu des financements du Millennium Challenge Corporation.
L’aéroport possède une unique piste de 2 700 mètres qui permet son utilisation aux gros porteurs du type Boeing 747 mais les oblige à des contraintes de charges maximales pour la sécurité au décollage. Une augmentation de 500 mètres a également été réalisé. La piste mesure 3 200 m de long sur 45 m de large.
Le terminal voyageur est  constitué de deux bâtiments : le bâtiment d’origine, inauguré en 1975 de 2 400 m2 et un second de 1 000 m2 construit en 2002 pour la Coupe d'Afrique des nations de football qui s’est déroulée au Mali. Dans le cadre de la rénovation de l’aéroport de Bamako-Sénou et du sommet France-Afrique la construction d’un nouveau terminal, par la fusion des deux existants, a été construite.

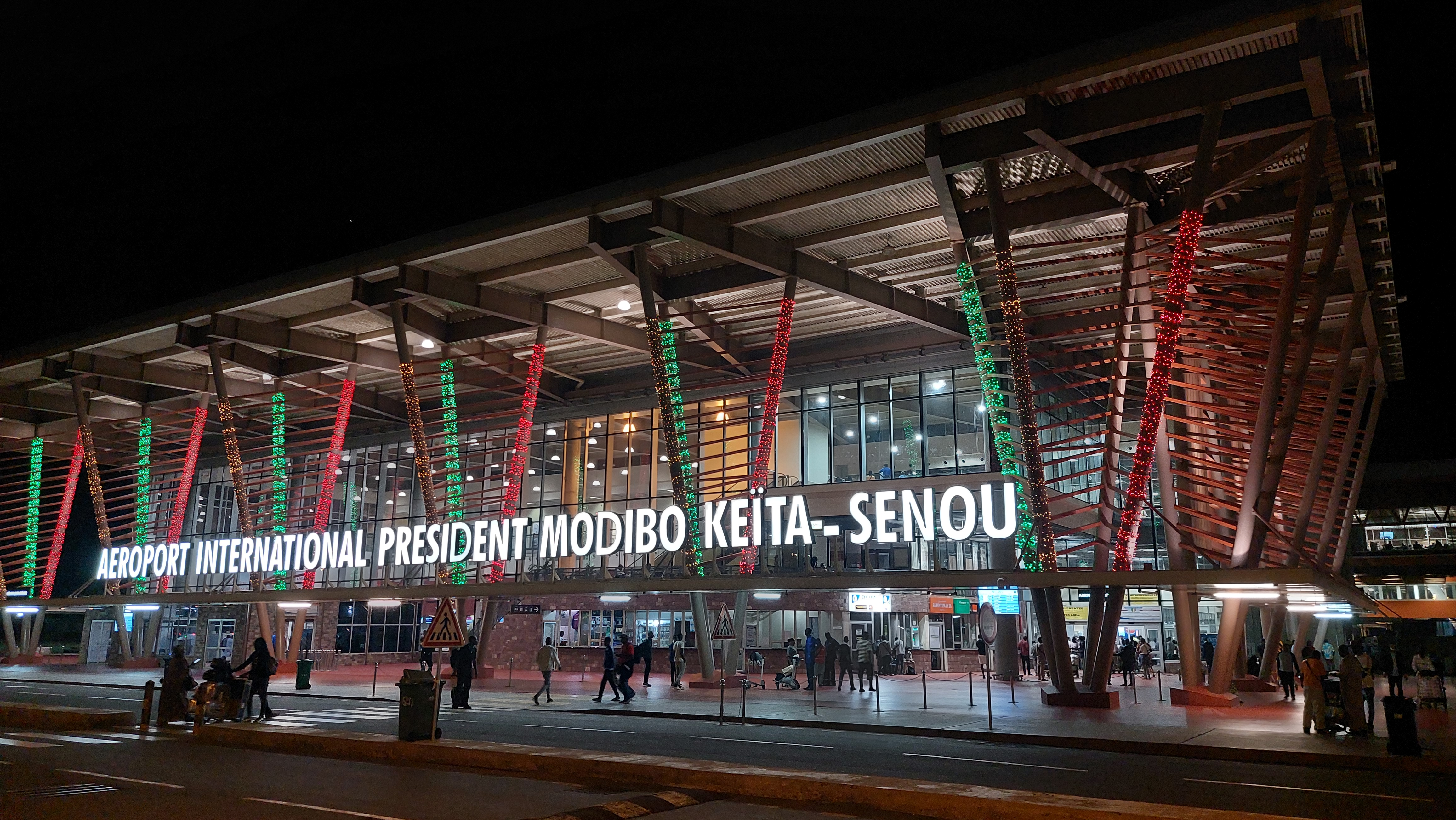
L'aéroport en 2022.

Une nouvelle aérogare a été construit en 2010 afin d'agrandir et de moderniser l'aéroport de Bamako, cependant cette opération ne se limite pas qu'à la création d'un nouveau terminal, mais également de la réalisation de nouveaux accès routiers, de stationnements et de l'aménagement de la zone aéroportuaire, ainsi qu'à la construction d’un nouveau réseau d'assainissement et de traitement des déchets.
D'une superficie de 15 000 m2 la nouvelle aérogare a été inauguré en 2016.
L'aéroport abrite également l'Institut africain des métiers de l'aérien.

## Trafic passager
Pour des raisons techniques, il est temporairement impossible d'afficher le graphique qui aurait dû être présenté ici.

Voir la requête brute et les sources sur Wikidata.

Le trafic passager annuel a fortement augmenté ces dernières années.
| Année                                           | Nombre de passagers |
| ----------------------------------------------- | ------------------- |
| 1999                                            | 403 380             |
| 2003                                            | 423 506             |
| 2004                                            | 486 526             |
| 2005                                            | 516 000             |
| 2006                                            | 533 437             |
| 2007                                            | 598 713             |
| 2011                                            | 582 143             |
| 2012                                            | 533 054             |
| 2015 (prévision avec taux de croissance 4 %/an) | 900 000             |

Les mouvements aériens (atterrissages et décollages) ont augmenté de 12,04 % en 2007 et 14 % en 2008 alors que le nombre de passagers était en hausse de 20 % en 2007 et de 27 % en 2008.

## Compagnies aériennes et destinations
| Compagnies          | Destinations                                                         |
| ------------------- | -------------------------------------------------------------------- |
|                     |                                                                      |
| Air Burkina         | Dakar-B. Diagne, Ouagadougou                                         |
| Air Côte d'Ivoire   | Abidjan-F.-H.-Boigny, Bouaké, Dakar-B. Diagne                        |
|                     |                                                                      |
| Air France          | Paris-Charles de Gaulle                                              |
| Air Sénégal         | Dakar-B. Diagne                                                      |
| ASKY Airlines       | Conakry, Dakar-B. Diagne, Lomé-G. Eyadéma, Niamey-D. Hamani          |
| Corsair             | En saison: Paris-Orly                                                |
| Egyptair            | En saison: Le Caire, Médine-Prince M. Bin Abdulaziz                  |
| Ethiopian Airlines  | Addis-Abeba Bole, Dakar-B. Diagne                                    |
| Kenya Airways       | Dakar-B. Diagne, Nairobi-J. Kenyatta                                 |
| Mauritania Airlines | Abidjan-F.-H.-Boigny, Cotonou, Dakar-B. Diagne, Nouakchott-Oumtounsy |
| Royal Air Maroc     | Casablanca-Mohammed-V                                                |
| Sky Mali            | Gao, Kayes Dag Dag, Tombouctou                                       |
| Tunisair            | Tunis-Carthage                                                       |
| Turkish Airlines    | Istanbul                                                             |

Édité le 01/02/2020  Actualisé le 29/08/2023

## Fret
Le volume de fret était en baisse de 16,75 % en 2007 et 3,93 % en 2008.

## Base militaire

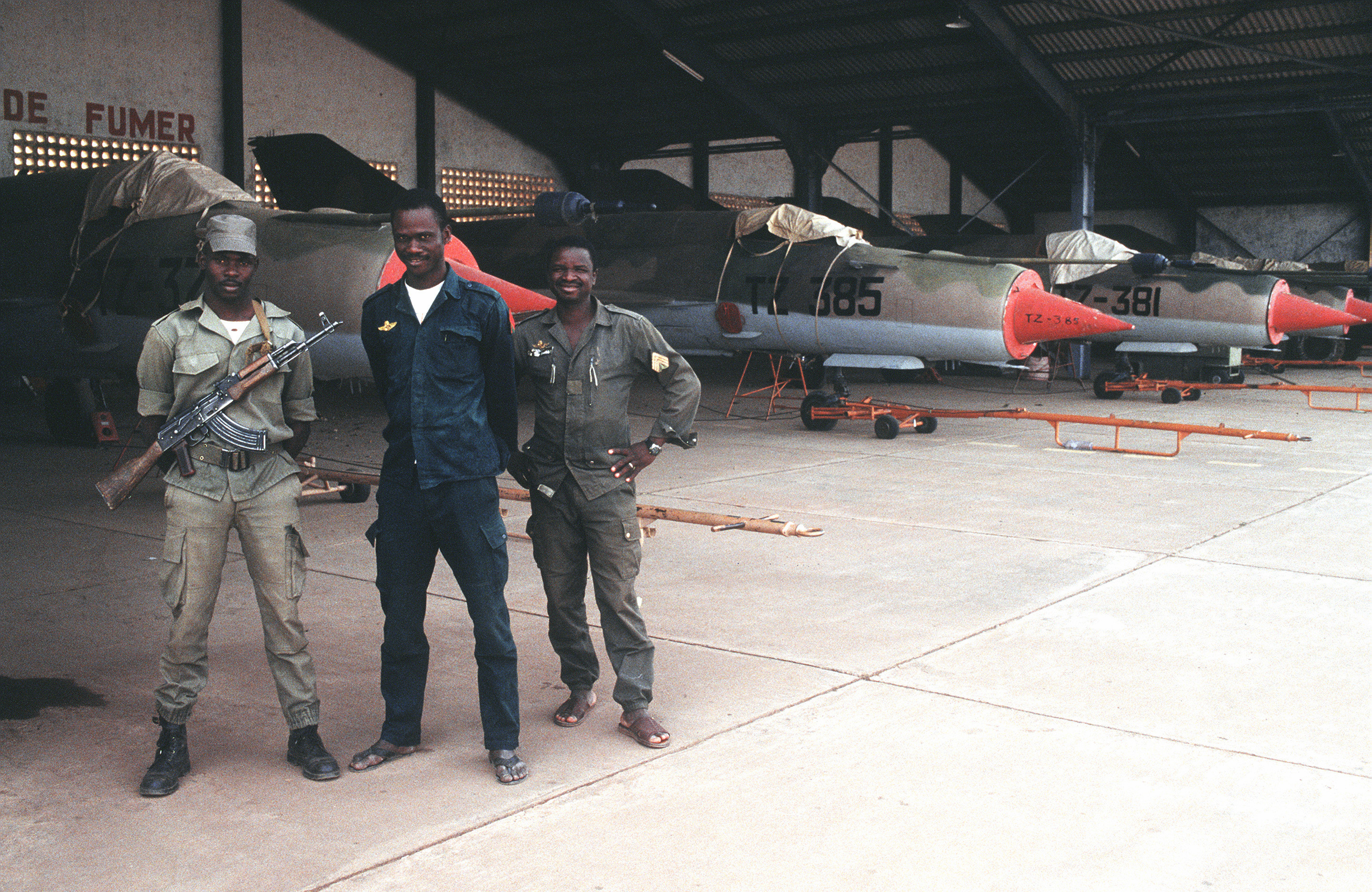
Un hangar de l’aéroport en 1997 abritant une demi-douzaine de MiG-21bis.

La base aérienne 101 a son emprise sur cet aéroport. Elle est la principale base aérienne de la force aérienne du Mali.

## Annexe

### Liens
- Aéroport international Modibo-Keïta (ex-Bamako-Sénou) (site officiel d'aéroports du Mali)
- A-Z World Airports: Bamako - Senou Int´l Airport (BKO/GABS)